# Уэйл (остров, Аляска)
Уэйл (англ. Whale Island, рус.  остров Кита) — остров архипелага Кадьяк в заливе Аляска в боро Кадьяк-Айленд, Аляска (США). Он расположен между северной частью острова Кадьяк и южной частью острова Афогнак. Он отделён от острова Кадьяк статистически обособленной местностью проливом Уэйл, а от Афогнака — проливом Афогнак. На западе от острова Уэйл находится Малиновый остров, на востоке — Еловый остров. Остров Кита занимает площадь в 39,235 квадратного километра (15,149 квадратной мили) и незаселён. Российский подпоручик Михаил Мурашев в 1839 или 1840 году назвал остров «ос[тров] Говорушечий или Китой», с таким названием он был отмечен на карте №1425 российского гидрографического департамента, выпущенной в 1849 году.